# Vilém Tvrzský
Vilém Tvrzský (1880. – 1943.), mačevalac koji se natjecao na Olimpijskim igrama za Bohemiju i Čehoslovačku. Nastupao je na Olimpijskim igrama 1908. i Olimpijskim igrama 1912. za Bohemiju te na Olimpijskim igrama 1920. za Čehoslovačku